# Аль Дарб
Аль-Дарб (араб. الدرب) — одне з губернаторств у регіоні Джізан, Саудівська Аравія.